# 山口産業
山口産業株式会社（やまぐちさんぎょう、英語：Yamaguchi New Shelter Industry Inc.,）は佐賀県多久市に本社を置く、産業用を中心とした膜構造建築物の設計から製作、施工までを一貫して行う企業である。

## 概要
- 「膜で街を未来を華やかに」をスローガンとして掲げる[2]。
- 1972年にテントシートの縫製工場として創業。当初は炭鉱の坑道に空気を送る送風管をテント膜で製造していたが、炭鉱の閉山にともない主軸事業を構造建築物に移した。現在は倉庫や駅舎、スタジアム、公共施設、シェルターなど、テント素材を使用した大型建築物の企画・設計・製造を行っている。用途としては産業用、建築用、農業・畜産用、商業用、イベントテント、防災用、日除け[4]など幅広い領域を手がける[5] 。
- 近年はグランピング市場に参入するほか、設計の自由度が高く建設コストも抑えられる利点を持つテント畜舎の事業に力を入れており、主力製品の一つとなった[3][6]。また二酸化炭素排出量を抑えることができ採光性にも優れた膜素材のファブリックファサードの展開にも注力している[7][8]。
- 膜構造の持続可能性と社会課題に対する可能性に着目し、各分野に精通した専門家らと多様な課題に取り組む「メンブレンラボ」を設立[9]。

## 沿革
- 1972年4月、多久テント縫製工場公需として、シート・風管の製造に着手。
- 1975年2月、鉄鋼部門を設立しテント用フレームの製造に着手。
- 1976年12月、山口産業株式会社を設立。合成繊維による一般産業資材の製造販売、環境装置、建設業に着手。
- 1989年6月、鉄骨第二工場を購入。テント用フレームの製造に着手。
- 1993年1月、多久市桐岡に工場用地を購入。
- 1994年2月、鉄骨新工場建築稼動。8月、縫製新工場建築稼動。10月、本社および工場を桐岡工場団地に移転。
- 2003年5月、ISO9001-2000認証取得。
- 2006年7月、北九州営業所を開設。
- 2011年4月、福岡営業所を開設。
- 2012年12月、仙台営業所を開設。
- 2014年1月、東京営業所を開設。
- 2015年、テント畜舎の事業を開始[3]。9月、佐賀工場を開設。
- 2016年7月、北関東工場（北茨城市）を開設。
- 2017年9月、名古屋営業所を開設。
- 2018年9月、佐賀工場移転。北多久工場を開設。10月、大阪営業所を開設。12月、鉄骨製作工場認定制度「Mグレード」取得[10]。
- 2020年4月、北関東第二工場を開設。12月、運送事業部門を開設。
- 2021年1月、八女営業所（ハウス事業部）開設。8月、宮崎営業所を開設。
- 2023年12月、運輸部事務所開設 [2]

## 主な実績
- あべのハルカス歩道橋（大阪・天王寺駅）[11]
- 博多港大型クルーズ船ターミナル[12][13]
- さがみどりの森スクエア[14]
- グッドマンビジネスパーク イーストゲート[15]

## 受賞歴
- 地域未来牽引企業選定 （2018年12月）[16]
- 「みんなのファクトリーグランプリ2020」最優秀賞受賞（2021年3月）[17]
- 「第8回 佐賀さいこう企業」受賞（2022年8月）[18]
- 経済産業省「DXセレクション」準グランプリ受賞（2024年）[19][20]
- 経済産業省「はばたく中小企業・小規模事業者300社」受賞 [21]

## その他活動
2023年、日本国内の専門学校・短大・大学・大学院の学生を対象に「膜構造コンテスト」を開催。第一回目は「宇宙×膜構造建築」というテーマで実施した。

## 事業所
本社
佐賀県多久市多久町3555-120
営業所
- 東京営業所　東京都千代田区神田和泉町1-3-3タイワビル 5F
- 名古屋営業所　愛知県名古屋市西区中小田井5丁目300 丸協ビル103号室
- 大阪営業所　大阪府摂津市一津屋1丁目22-2
- 仙台営業所　宮城県仙台市青葉区台原1丁目10番4-101
- 北関東営業所　茨城県北茨城市中郷町日棚字宝壺2138-2
- 北九州営業所　福岡県北九州市小倉北区上富野4丁目16-36
- 福岡営業所　福岡市東区土井1丁目11-7 グレース土井102号室
- 八女営業所　福岡県八女市稲富137-1
- 宮崎営業所　宮崎県宮崎市田代町116番地1 リーノ壱番館102号室
- 運輸事業部　佐賀県多久市北多久町大字多久原2896-7

工場
- 本社工場　佐賀県多久市多久町3555-120
- 北関東工場　茨城県北茨城市中郷町日棚字宝壺2138-2
- 北関東第二工場　茨城県北茨城市中郷町日棚字宝壺2124
- 第2工場　佐賀県多久市多久町7058-5
- 北多久工場　佐賀県多久市北多久町多久原2378番2